# Càntir de pescador
El càntir de pescador, també conegut com a càntir de barca de les Balears, és un tipus de càntir fet a les Illes Balears, amb una forma quasi cònica amb àmplia base per tal d'obtenir la màxima estabilitat possible quan el càntir està a la barca en el moviment de la mar. Sovint no presenta cap decoració especial ni va vidrat, per tal de garantir que pot fer l'aigua fresca.
Al Museu del Càntir d'Argentona es conserva un exemplar, fet a Ciutadella (Menorca – Illes Balears), que va entrar a la col·lecció com una donació de Jordi Leoz Gil. Aquest exemplar és un càntir amb cos en forma quasi cònica, amb ampla base i una nansa superior quasi circular amb broc i galet contraposats i sense decoració.
Hi ha càntirs de pescador en altres contrades. Són característics els de Quart.